# Pietro Piacentini
Pour les articles homonymes, voir Piacentini.
Pietro Piacentini (Varmo, 26 novembre 1898 - Côme, 25 novembre 1963) était un général et aviateur italien, décoré de quatre médailles d'argent et d'une médaille de bronze de la valeur militaire, et de la croix de chevalier de l'ordre militaire de Savoie.
Entre le 19 juin et le 12 décembre 1944, il est ministre de l'aéronautique dans le gouvernement Bonomi II, assumant en même temps la fonction de chef d'état-major de l'armée de l'air.

## Biographie
Né à Varmo le 26 novembre 1898, il s'est engagé dans le Regio Esercito (armée royale) au plus fort de la Première Guerre mondiale, et en novembre 1917, il a été nommé sous-lieutenant (sottotenente) dans le corps d'artillerie. Affecté au corps expéditionnaire italien en Macédoine, il poursuit sa carrière militaire à la fin du conflit au sein du 8e régiment d'artillerie de forteresse, du 2e régiment d'artillerie de montagne mobilisé pour Salonique, du 34e régiment d'artillerie de campagne et du 3e régiment d'artillerie.
En août 1920, il s'engage dans le Regio Esercito avec le grade de lieutenant (tenente), et ayant développé une passion pour l'aviation, il obtient son brevet de pilote en octobre 1922, puis son brevet de pilote militaire en février 1923. Le 16 octobre de la même année, il quitte la Regio Esercito et rejoint la Regia Aeronautica (Force aérienne royale) nouvellement formée.
Entre 1923 et 1937, il occupe divers postes au Centre d'aviation de chasse de Ghedi, dans la Force aérienne coloniale du Corps royal en Cyrénaïque, au 21e Stormo, au 19e Stormo, au 13e Stormo, au 3e Stormo Caccia Terrestre, au 9e Stormo Bombardamento Terrestre, ainsi qu'à la Regia Accademia Aeronautica de Caserta et à l'Ecole de guerre aérienne de Florence. Le 15 janvier 1936, il devient commandant du XXIXe Groupe, sous le commandement duquel il participe à la guerre d'Éthiopie.
Entre juillet 1937 et décembre 1939, il occupe le poste de sous-chef d'état-major du commandement aérien de la Force aérienne d'Afrique de l'Est au sein de l'Afrique orientale italienne (Africa Orientale Italiana ou AOI). Après l'entrée en guerre du royaume d'Italie, le 10 juin 1940, il participe à des opérations de guerre contre les Britanniques et est fait prisonnier à Assaben juin 1941. Transféré dans un camp de prisonniers de guerre au Kenya, il est ensuite envoyé en Inde, et après la signature de l'armistice le 8 septembre 1943, il rentre en Italie en décembre de la même année, prenant le commandement de l'unité aérienne de la force aérienne cobelligérante italienne (Aviazione Cobelligerante Italiana, ou ACI, ou Aeronautica del Sud) le 27 du même mois.
Le 19 juin 1944, il est nommé l'un des ministres de l'aéronautique du gouvernement Bonomi II, assumant en même temps la fonction de chef d'état-major, avec le grade de général de division aéroportée. La chute du gouvernement Bonomi et le changement de scénario politique décident de la fin de sa carrière. Après la fin de la guerre, il fait partie du Consulta Nazionale (Assemblée nationale), puis adhère au Parti socialiste italien (Partito Socialista Italiano).
Il meurt à Côme le 25 novembre 1963.

## Décorations
- Chevalier de l'ordre militaire de Savoie
-"Commandant d'un secteur des forces aériennes de l'Empire, avec un travail actif, passionné et prévoyant, il a complété et perfectionné l'organisation logistique du territoire sous son commandement, le rendant parfaitement adapté aux besoins prévisibles de la guerre. Pendant six mois d'opérations de guerre, il a employé ses forces subordonnées avec critère, une vision parfaite de la situation, et promptitude, obtenant une performance maximale et une action efficace en toutes circonstances. Pilote d'exception, courageux et serein, il a toujours donné l'exemple à ses collaborateurs, les conduisant personnellement au commandement de formations pour les exploits les plus audacieux, dont l'attaque en planeur sur le terrain de Gjedaref où onze avions ennemis ont été réduits en cendres. Empire Sky, juin-décembre 1940." - Arrêté royal du 21 mai 1941
 - Médaille d'argent de la valeur militaire
-"Pilote audacieux et infatigable, il a été un exemple constant de bravoure lors de nombreux vols en temps de guerre. Au cours de la bataille du 10 août, il a osé voler à basse altitude, avec un superbe esprit de sacrifice et d'abnégation, et sans tenir compte du feu d'artillerie dense des rebelles qui a plusieurs fois sérieusement touché son avion dans des parties vitales, il a réussi à diriger matériellement la colonne au-dessus des masses rebelles, coopérant personnellement à leur capture et à leur destruction, puis ramenant miraculeusement son avion gravement endommagé à la base. Ciel de Medua Sammalus, 10 août 1927". - Arrêté royal du 10 janvier 1929
 - Médaille d'argent de la valeur militaire
-"Officier de navigation aérienne expérimenté et pilote audacieux, il a admirablement participé à des actions aériennes audacieuses et sanglantes contre les rebelles. Le 28 mars, malgré le fait que des parties vitales de son avion avaient été touchées à plusieurs reprises, il a persisté dans son action inlassable de mitraillage aérien, suscitant l'admiration et les applaudissements des troupes en action par son attitude tenace et son mépris du grave danger. Un exemple admirable d'audace et d'esprit de sacrifice. Balte Zalagh, 28 mars 1928."
 - Médaille d'argent de la valeur militaire
-"Officier supérieur d'une profonde et vaste culture, exemple constant d'abnégation, de volonté tenace et de courage personnel, il offrit son travail intelligent et efficace dans toutes les éventualités, en temps de paix comme en temps de guerre, visant à résoudre d'importants problèmes opérationnels, organiques et logistiques, se faisant toujours un collaborateur précieux et valable du Commandement des Forces Aériennes A.O.I. Dans de nombreuses actions de guerre difficiles, menées dans les centres les plus éloignés de la résistance rebelle, il donna la preuve certaine de ses belles qualités de commandant expert et de combattant serein et courageux. Empire Sky, janvier 1936 - juin 1939".
 - Médaille d'argent de la valeur militaire
-"Ayant planifié et étudié en détail un audacieux raid de nuit contre la base aérienne bien équipée de Kartum, il en prend personnellement le commandement. Utilisant un avion isolé aux caractéristiques inférieures à celles des masses employées, il a précédé ces dernières jusqu'à la cible choisie, qu'il a atteinte par surprise à basse altitude et avec des moteurs lents, et avec des tirs précis et violents il l'a frappée à plusieurs reprises, provoquant des incendies étendus et des destructions considérables. Il a également démontré en cette circonstance les plus hautes vertus d'un combattant et d'une force motrice. Ciel de Kartum, 23 août 1940".
 - Médaille de bronze de la valeur militaire
-"Commandant et pilote à la vaillance éprouvée, il était de l'ordre de l'exemple et du dynamisme, de l'audace et du courage. Il a effectué de nombreux vols de guerre, bombardant et mitraillant l'ennemi à courte distance. Sans se soucier de la réaction furieuse de l'ennemi, il a toujours accompli ses exploits en temps de guerre, faisant constamment preuve d'un mépris du danger et d'un sens élevé du devoir. A.O. Sky, mars-juillet 1937".

## Publications
- (it) SOS dell'Aviazione Civile Italiana, verità e documenti, convenzione firmata l'11 febbraio 1946 dall'Aeronautica italiana e la Transcontinental and Western Air, Tipografia regionale, Rome, 1947.

## Sources
- (it) Cet article est partiellement ou en totalité issu de l’article de Wikipédia en italien intitulé « Pietro Piacentini » (voir la liste des auteurs).